# بطولة تونس لألعاب القوى 1965
بطولة تونس لألعاب القوى 1965 هو الدورة 10 من بطولة تونس لألعاب القوى.

فاز بهذا الموسم الزيتونة الرياضية.

## روابط خارجية
- الموقع الرسمي للجامعة التونسية لألعاب القوى.